# Busschaufför

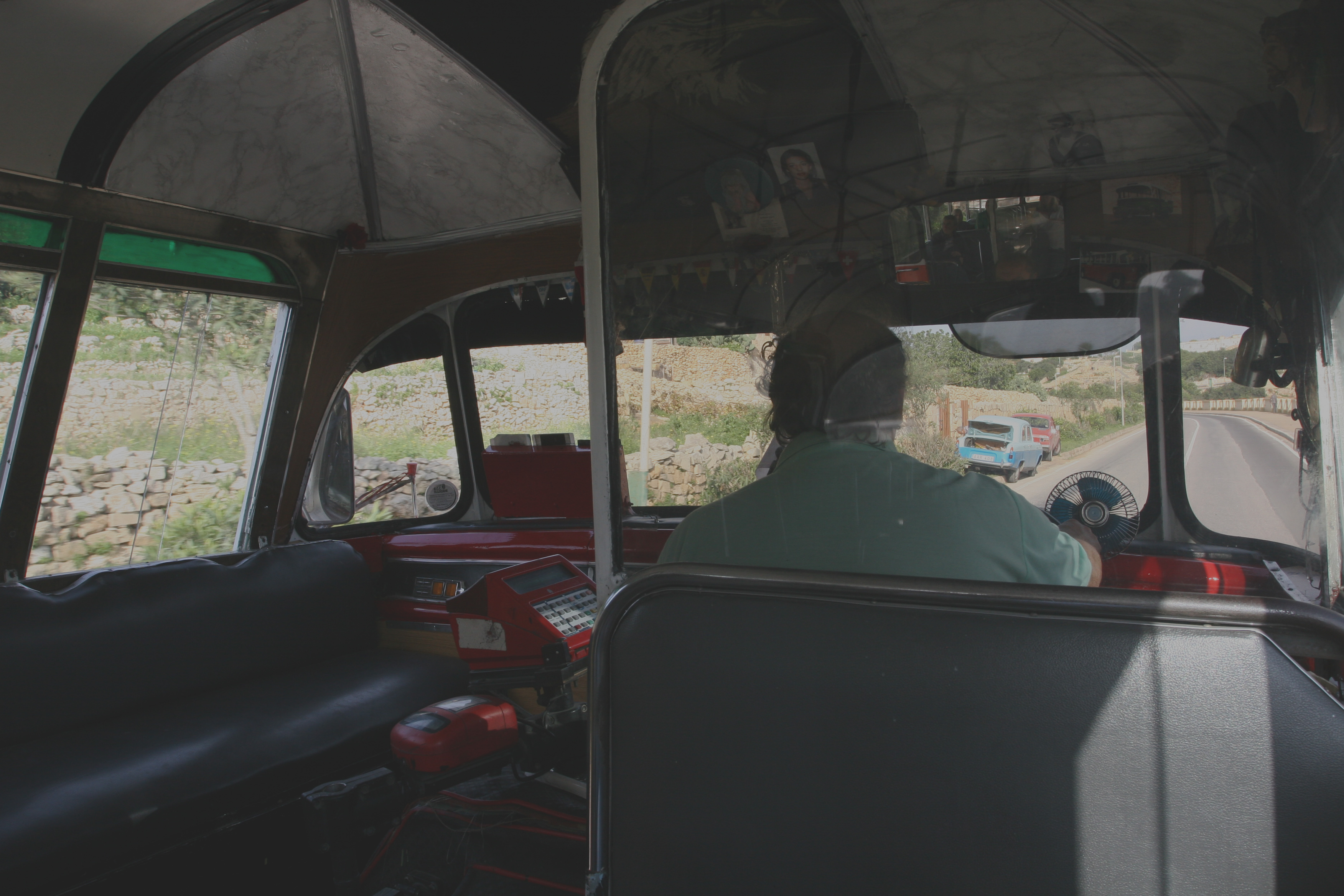
En busschaufför som kör en buss på Malta.

En busschaufför, eller bussförare, är en person som har till yrke att köra en buss.

## Busschaufför i världen

### Storbritannien
I Storbritannien måste den som vill bli busschaufför ha klarat de praktiska och teoretiska personbilsförarprovet "Passenger Carrying Vehicle (PCV)". Den som har mer än tre prickar i sitt körkort tillåts inte bli busschaufförer.

### Sverige
För att få vara busschaufför i Sverige krävs att man har D-körkort, busskörkort och från och med september 2008 även yrkeskompetensbevis. För att få ta yrkeskompetensbevis krävs i normalfallet en utbildning om minst 140 timmar och ska avslutas med godkänt prov i någon av Transportstyrelsens lokaler, oftast samma lokaler som för körkortsprov. De som är under 24 år ska göra dubbla tiden innan avslutningsprovet. De kan dock välja att göra den kortare utbildningen om 140 timmar. Det ger dem klartecken att bara köra linjetrafik inom en sträcka av 50 kilometer.
På körprovet på Trafikverket kan man välja att köra med automatväxlad eller manuellt växlad buss. Kör man med automatväxlad buss på provet kommer körkortet att begränsas till att endast gälla automatväxlade bussar. Körkortsutbildningen blir ofta kortare med automatväxlad buss och eftersom en stor andel av bussarna i Sverige är automatväxlade anser många bolag att det är onödigt att utbilda för manuellt växlade fordon.

### USA
I USA måste den som vill bli busschaufför ha ett yrkesförarkörkort och speciell träning för att köra bussen. Många busschaufförer i USA kör skolbuss.

## Arbetsmiljö
I början av 2000-talet har rån och våld mot busschaufförer, särskilt under sena turer på helgkvällar, uppmärksammats. På flera håll har tillstånd givits att placera in videokameror i bussarna för att filma eventuella rån. Även berusade busschaufförer har uppmärksammats, och alkolås har satts in i många bussar.
Det har också uppmärksammats att vissa busschaufförer kört bussen samtidigt som de använt mobiltelefonen.

### Fotnoter
1. ↑  Mattias Ekstrand (20 augusti 2013). ”Bussföraren pratade i telefon under resan” (på svenska). Expressen. https://www.expressen.se/nyheter/bussforaren-pratade-i-telefon-under-resan/. Läst 19 november 2017.
2. ↑  August Håkansson (4 januari 2018). ”Här fångas SMS:ande bussföraren på film” (på svenska). Aftonbladet. https://www.aftonbladet.se/nyheter/a/On3bO3/har-fangas-smsande-bussforaren-pa-film. Läst 23 oktober 2018.